# Gastro Hradec
Gastro Hradec je soutěž a zároveň již tradiční přehlídka kuchařského umění konající se v Hradci Králové. V roce 2006 byla přehlídka organizována již po jedenácté a nově k ní bylo přidáno i první mistrovství republiky kuchařů a cukrářů Gastro Hradec.

## Soutěžní kategorie

### Kuchaři
- K/1: Slavnostní mísa pro 8 osob (dva druhy omáček, ukázkový talíř) a dvouporcová restaurační mísa prezentovaná ve studeném stavu (jeden druh omáčky, ukázkový talíř)
- K/2: Šest druhů předkrmů na talířích a pětichodové menu včetně sladkého kuchařského dezertu
- K/3: Pětichodové vegetariánské menu a mísa šesti druhů předkrmů pro šest osob
- K/J: Junioři do 21 let – Slavnostní mísa pro 8 osob (dva druhy omáček, ukázkový talíř)

### Cukráři
- C/1: Slavnostní dort a slavnostní mísa rautových zákusků pro 6 osob
- C/2: Malá mísa dezertů pro 4 osoby a 6 druhů restauračních moučníků
- C/3: Tři různé dorty porcovatelné na 12 kusů – z každého výkroj
- C/J: Junioři do 21 let – Slavnostní dort na volné téma

### Zvláštní kategorie
- Z/1: Vyřezávané výrobky z ovoce a zeleniny
- Z/2: Skulptury, nebo monumenty z ledu, tuku, či jiné hmoty potravinářského původu
- Z/3: Zvláštní výrobek z ledu

### Soutěž družstev
- D/D: Družstvo hotelů a firem v jakémkoli počtu soutěžících, minimálně však tři nad 21 let v libovolné soutěžní kategorii
- D/J: Družstvo juniorů do 21 let v jakémkoli počtu soutěžících, minimálně tři, každý člen družstva musí splnit libovolnou kategorii v soutěži jednotlivců